# 労働政策研究・研修機構
独立行政法人労働政策研究・研修機構（ろうどうせいさくけんきゅう・けんしゅうきこう、英語: The Japan Institute for Labour Policy and Training, JILPT）は、厚生労働省が所管する独立行政法人である。労働に関する総合的な調査研究、研修事業等をおこなう。略称はJILPT。

## 沿革
- 1958年（昭和33年）09月 - 日本労働協会（労働省所管の特殊法人）が発足する
- 1961年（昭和36年）07月1日 - 雇用促進事業団（労働省所管の特殊法人）が発足する
- 1964年（昭和39年）06月 - 労働省が労働研修所（労働省職員と労働基準監督官の研修機関）を設置する
- 1969年（昭和44年） - 雇用促進事業団が職業研究所（後に、雇用職業総合研究所と改称）を設置する
- 1990年（平成2年）01月1日- 日本労働協会と雇用促進事業団雇用職業総合研究所が統合して特殊法人の日本労働研究機構（略称：JIL、英称：The Japan Institute of Labour）が発足する
- 2001年（平成13年）01月 - 中央省庁再編により労働研修所が厚生労働省の施設等機関となる
- 2003年（平成15年）10月1日- 日本労働研究機構と労働研修所が統合して独立行政法人労働政策研究・研修機構が発足する

## 組織

### 労働政策研究所
- 総合政策部門
- 経済社会と労働部門
- 人材育成部門
- キャリア支援部門
- 企業と雇用部門
- 労使関係部門
- 国際研究部
- 調査・解析部
- 研究調整部

- 労働図書館

### 労働大学校
- 教育担当
- 大学校事務局

## 活動

### 日本労働協会時代
前身となった日本労働協会は労使紛争が激しかった時期に政府、労働組合、使用者団体のそれぞれから中立の立場をとり三者の立場を調整する枠割を担うため、日本労働協会法に基づき、日本で最も古い特殊法人の一つとして設立された。五味川純平の「人間の条件」のモデルとなったとされる隅谷三喜男が会長の一人として名を連ねた。日本労働協会が担った事業として、労働問題の研究や国際交流のほか労働問題の啓もう活動を通じて、労働問題に関する理解と良識を培うことを理念した。短波ラジオを通じて、炭鉱労働者などの思いを載せた作文を放送するなど、労働者のありのままの姿を広報するなどの活動を行った。
ともすればイデオロギー闘争に向かいやすい労使間の対立を生産性三原則に基づく労使協調へと結びつける生産性活動の方向（生産性本部）とは別のアプローチとして、労働者一人ひとりの目線から、労働問題の研究者の目線、労働組合活動家の目線、使用者側の目線のそれぞれを取り上げ、啓もう活動、学会誌の発行などから国際的な労使関係者の交流を通じて労働問題の一つの世界のリーダーとしての役割に至るまで幅広く労働問題の日本の総本山的役割を行ってきた。

### 日本労働研究機構時代
平成元年には日本労働協会法が改正されて日本労働研究機構法と題名が改められ、平成2年1月1日の同法施行に基づき、日本労働協会は雇用職業総合研究所と統合して日本労働研究機構へと発展的に改組した。従来の労使関係中心の機関としての役割に、雇用職業総合研究所が有していた職業研究や学校から職業への移行研究などが加わったことを契機として、労働法、労働経済、人事管理など日本で唯一の総合的な労働問題研究所としての基礎固めの段階となった。また、日本労働協会時代から行っていた労働教育事業、国際交流事業に加え、総合的な労働問題の研究機関としての機能を活用した情報提供事業に力を入れ、萌芽的な存在だったパソコン通信、インターネットを積極的に活用した情報提供事業を国内外に展開した。

#### 主な活動
国際活動
日本労働協会時代、日本労働研究機構時代に実施した国際交流事業では、日本に招へいしたイギリス労働党やイタリアの労働組合関係者から閣僚経験者を輩出するなど、日本の労使関係を目のあたりにした専門家が国政の中枢に入るという点で外交上の役割も果たした。ベルリンの壁崩壊にはじまる東欧の民主化が起こった1989年以降には東欧諸国の政府、労働組合、使用者関係者との交流活動を開始したが、これは日本の労働以外の分野を合わせても、先駆け的な存在となり、日本企業が東欧への投資を行うにあたっての障害を未然に取り除く役割を果たした。
日本企業の海外投資支援活動
1980年代半ば以降から活発化した日本企業の海外進出では、日本企業が日本国内の人事管理方式をそのまま海外に移植することで、現地の労働慣行と衝突し、問題を発生することが懸念された。これらの問題を未然に防ぐことを目的として、海外進出する日本企業に対して進出先の労働関係の情報を提供することや、進出先現地国の労使に対して日本企業の労使慣行に関する情報を提供するという両面にわたる情報提供活動を行った。
外資系企業に対する情報提供活動
海外進出する日本企業と同様に、日本へ進出する外資系企業も日本国内の労働慣行と衝突することで問題を発生することが懸念された。これらの外資系企業に日本の労働慣行に関する情報を提供することで、問題を未然に防ぐという事業が展開された。
国際労使関係学会
労使関係の国際的な学会である国際労使関係学会（IIRA）は、日本、アメリカ合衆国、ドイツ、大韓民国などが中心的な役割を演じているが、日本労働研究機構はIIRAにおいても中心的な役割を担ってきた。
労働教育
日本の高校教育、大学教育では、就職支援活動を行うものの、解雇や労働条件など労働者個人としての権利に関する教育といった身を守るための労働法に関する教育、最低限知っておくべき労働市場や労働経済の教育はほとんど行われていない。これらの、労働法や労働経済などに加え、労使関係、労働行政に関する知識について、通信教育講座や座学を通じて労働教育事業を行ってきた。

### 労働政策研究・研修機構時代
独立行政法人労働政策研究・研修機構法（平成14年12月13日法律第169号）が制定され、一部の施行により、日本労働研究機構法が廃止された。平成15年10月1日からの施行により、日本労働研究機構が解散となり、独立行政法人労働政策研究・研修機構が発足した。
労働組合組織率の低下、金融規制緩和、労働問題の個別化の傾向など、労働問題の解決に政労使における調整よりも、自由な市場にゆだねるという政権の方針のなかで、日本労働研究機構の行っていた事業の中で、労使関係に類する事業は国内外にかかわらず大幅に縮小された。その結果、日本労働協会以来の基本的な柱としての政府、労働組合、使用者に中立とする理念が設置法から削除されることになった。同時期に、日本の使用者団体における労使関係の調整をリードしてきた日経連が事実上、経団連に吸収合併されることになった。労働政策研究・研修機構は労働省行政官の研修所と統合することで、研究と研修の融合に加え、これまでの政労使に中立な労働問題の総合的な情報提供、研究機関としての役割から、労働行政に資するための政策研究所として大幅に役割が縮小された。
平成17年末に行われた一連の独立行政法人改革の中で廃止法人候補としてあげられたものの、昭和33年以来、50年にわたる日本の労働問題に関する人的なネットワークまで含めた総本山的な役割が、これら労働問題に関する社会的な関心の高まりや労使関係の役割に対する見直しの機運の中、専門家や学識経験者、労働組合、使用者団体など幅広い層の支持を受けた署名活動などを背景に存続が支持されることとなった。
2006年9月、総合的職業情報データベースキャリアマトリックスによる情報提供サービスを開始した。

### 天下り問題
2009年、「労働政策研究・研修機構」「高齢・障害者雇用支援機構」「雇用・能力開発機構」で、 参事や参与などの肩書きがついた計6つのポストに厚労省や財務省、総務省のOBが嘱託職員として雇用されていたことや、報酬が独立行政法人の嘱託職員の相場より高かったこと等が明らかにされた。
この問題が報じられた後、長妻昭厚労相（当時）は3法人の6ポストについて、年内に廃止することを発表した。

## 事業の見直し
2007年（平成19年）12月の閣議決定（独立行政法人整理合理化計画）において、以下の事業の見直しと効率化等を行うこととされた。
- 研究内容を厳選し、民間企業や大学等が行う研究と重複しないようにすること。
- 海外からの研究者等の招聘や海外派遣数を縮減し、労働政策研究に直接的に効果が高いものに重点化すること。
- 労働基準監督官等の研修について、民間活用による効率化を図ること。
- 労働大学校の施設の管理運営業務を、民間競争入札の対象とすること。
- 職員研修の強化などにより、内部統制の徹底を図ること。